# Tour d'Italie 1997
Le Tour d'Italie 1997 est la 80e édition du Tour d'Italie, qui s'est élancée de Venise le 17 mai 1997 et est arrivée à Milan le 8 juin. Long de 3 912 kilomètres, ce Giro a été remporté par l'Italien Ivan Gotti.

## Étapes
| Étape     | Date     | Villes étapes                          | km       | Vainqueur d'étape   | Leader du classement général |
| 1re étape | 17 mai   | Venise - Venise                        | 128      | Mario Cipollini     | Mario Cipollini              |
| 2e étape  | 18 mai   | Mestre - Cervia                        | 211      | Mario Cipollini     | Mario Cipollini              |
| 3e étape  | 19 mai   | Santarcangelo di Romagna - Saint-Marin | 18 (CLM) | Pavel Tonkov        | Pavel Tonkov                 |
| 4e étape  | 20 mai   | Saint-Marin - Arezzo                   | 156      | Mario Cipollini     | Pavel Tonkov                 |
| 5e étape  | 21 mai   | Arezzo - Monte Terminillo              | 215      | Pavel Tonkov        | Pavel Tonkov                 |
| 6e étape  | 22 mai   | Rieti - Lanciano                       | 210      | Roberto Sgambelluri | Pavel Tonkov                 |
| 7e étape  | 23 mai   | Lanciano - Mondragone                  | 210      | Marcel Wüst         | Pavel Tonkov                 |
| 8e étape  | 24 mai   | Mondragone - Cava dei Tirreni          | 212      | Mario Manzoni       | Pavel Tonkov                 |
| 9e étape  | 25 mai   | Cava dei Tirreni - Castrovillari       | 232      | Dimitri Konyshev    | Pavel Tonkov                 |
| 10e étape | 26 mai   | Castrovillari - Tarente                | 189      | Mario Cipollini     | Pavel Tonkov                 |
| 11e étape | 28 mai   | Lido di Camaiore                       | 155      | Gabriele Missaglia  | Pavel Tonkov                 |
| 12e étape | 29 mai   | La Spezia - Varazze                    | 214      | Giuseppe Di Grande  | Pavel Tonkov                 |
| 13e étape | 30 mai   | Varazze - Cuneo                        | 150      | Glenn Magnusson     | Pavel Tonkov                 |
| 14e étape | 31 mai   | Racconigi - Breuil-Cervinia            | 240      | Ivan Gotti          | Ivan Gotti                   |
| 15e étape | 1er juin | Verrès - Borgomanero                   | 173      | Alessandro Baronti  | Ivan Gotti                   |
| 16e étape | 2 juin   | Borgomanero - Dalmine                  | 158      | Fabiano Fontanelli  | Ivan Gotti                   |
| 17e étape | 3 juin   | Dalmine - Vérone                       | 200      | Mirko Gualdi        | Ivan Gotti                   |
| 18e étape | 4 juin   | Baselga di Pinè - Cavalese             | 40 (CLM) | Serhiy Honchar      | Ivan Gotti                   |
| 19e étape | 5 juin   | Predazzo - Falzes                      | 222      | José Luis Rubiera   | Ivan Gotti                   |
| 20e étape | 6 juin   | Brunico - Passo del Tonale             | 176      | José Jaime González | Ivan Gotti                   |
| 21e étape | 7 juin   | Malè - Edolo                           | 238      | Pavel Tonkov        | Ivan Gotti                   |
| 22e étape | 8 juin   | Boario Terme - Milan                   | 165      | Mario Cipollini     | Ivan Gotti                   |

## Classements finals

### Classement général final
| \| Classement général \| Classement général \| Classement général \| Classement général \| Classement général \| \| Coureur \| Coureur \| Pays \| Équipe \| Temps \| \| ------------------ \| -------------------- \| ------------------ \| ------------------------------- \| ------------------- \| \| 1er \| Ivan Gotti \| Italie \| Saeco-Estro \| + 102 h 53 min 58 s \| \| 2e \| Pavel Tonkov \| Russie \| Mapei-GB \| + 1 min 27 s \| \| 3e \| Giuseppe Guerini \| Italie \| Polti \| + 7 min 40 s \| \| 4e \| Nicola Miceli \| Italie \| Aki-Safi \| + 12 min 20 s \| \| 5e \| Serhiy Honchar \| Ukraine \| Aki-Safi \| + 12 min 44 s \| \| 6e \| Wladimir Belli \| Italie \| Brescialat-Oyster \| + 12 min 44 s \| \| 7e \| Giuseppe Di Grande \| Italie \| Mapei-GB \| + 12 min 54 s \| \| 8e \| Marcos Serrano \| Espagne \| Kelme-Costa Blanca-Eurosport \| + 16 min 07 s \| \| 9e \| Stefano Garzelli \| Italie \| Mercatone Uno \| + 18 min 08 s \| \| 10e \| José Luis Rubiera \| Espagne \| Kelme-Costa Blanca-Eurosport \| + 18 min 56 s \| \| 11e \| Andrea Noè \| Italie \| Asics-CGA \| + 20 min 51 s \| \| 12e \| Félix García Casas \| Espagne \| Festina-Lotus \| + 21 min 50 s \| \| 13e \| Paolo Savoldelli \| Italie \| Roslotto-ZG Mobili \| + 24 min 20 s \| \| 14e \| Dario Frigo \| Italie \| Saeco-Estro \| + 31 min 35 s \| \| 15e \| José Jaime González \| Colombie \| Kelme-Costa Blanca-Eurosport \| + 37 min 34 s \| \| 16e \| Alberto Volpi \| Italie \| Batik-Del Monte \| + 41 min 32 s \| \| 17e \| Massimo Podenzana \| Italie \| Mercatone Uno \| + 43 min 28 s \| \| 18e \| Roberto Conti \| Italie \| Mercatone Uno \| + 47 min 22 s \| \| 18e \| Axel Merckx \| Belgique \| Polti \| + 47 min 44 s \| \| 20e \| Evgueni Berzin \| Russie \| Batik-Del Monte \| + 49 min 02 s \| \| 21e \| Riccardo Forconi \| Italie \| Amore & Vita-Forzacore \| + 51 min 47 s \| \| 22e \| José Javier Gómez \| Espagne \| Kelme-Costa Blanca-Eurosport \| + 53 min 47 s \| \| 23e \| Massimiliano Gentili \| Italie \| Cantina Tollo-Carrier-Starplast \| + 54 min 16 s \| \| 24e \| Roberto Petito \| Italie \| Saeco-Estro \| + 1 h 02 min 58 s \| \| 25e \| Paolo Bettini \| Italie \| MG Boys Maglificio-Technogym \| + 1 h 04 min 55 s \| |                      |          |                                 |                     |
| |                      |          |                                 |                     |
| |                      |          |                                 |                     |
| Classement général |                      |          |                                 |                     |
| Coureur | Coureur              | Pays     | Équipe                          | Temps               |
| 1er | Ivan Gotti           | Italie   | Saeco-Estro                     | + 102 h 53 min 58 s |
| 2e | Pavel Tonkov         | Russie   | Mapei-GB                        | + 1 min 27 s        |
| 3e | Giuseppe Guerini     | Italie   | Polti                           | + 7 min 40 s        |
| 4e | Nicola Miceli        | Italie   | Aki-Safi                        | + 12 min 20 s       |
| 5e | Serhiy Honchar       | Ukraine  | Aki-Safi                        | + 12 min 44 s       |
| 6e | Wladimir Belli       | Italie   | Brescialat-Oyster               | + 12 min 44 s       |
| 7e | Giuseppe Di Grande   | Italie   | Mapei-GB                        | + 12 min 54 s       |
| 8e | Marcos Serrano       | Espagne  | Kelme-Costa Blanca-Eurosport    | + 16 min 07 s       |
| 9e | Stefano Garzelli     | Italie   | Mercatone Uno                   | + 18 min 08 s       |
| 10e | José Luis Rubiera    | Espagne  | Kelme-Costa Blanca-Eurosport    | + 18 min 56 s       |
| 11e | Andrea Noè           | Italie   | Asics-CGA                       | + 20 min 51 s       |
| 12e | Félix García Casas   | Espagne  | Festina-Lotus                   | + 21 min 50 s       |
| 13e | Paolo Savoldelli     | Italie   | Roslotto-ZG Mobili              | + 24 min 20 s       |
| 14e | Dario Frigo          | Italie   | Saeco-Estro                     | + 31 min 35 s       |
| 15e | José Jaime González  | Colombie | Kelme-Costa Blanca-Eurosport    | + 37 min 34 s       |
| 16e | Alberto Volpi        | Italie   | Batik-Del Monte                 | + 41 min 32 s       |
| 17e | Massimo Podenzana    | Italie   | Mercatone Uno                   | + 43 min 28 s       |
| 18e | Roberto Conti        | Italie   | Mercatone Uno                   | + 47 min 22 s       |
| 18e | Axel Merckx          | Belgique | Polti                           | + 47 min 44 s       |
| 20e | Evgueni Berzin       | Russie   | Batik-Del Monte                 | + 49 min 02 s       |
| 21e | Riccardo Forconi     | Italie   | Amore & Vita-Forzacore          | + 51 min 47 s       |
| 22e | José Javier Gómez    | Espagne  | Kelme-Costa Blanca-Eurosport    | + 53 min 47 s       |
| 23e | Massimiliano Gentili | Italie   | Cantina Tollo-Carrier-Starplast | + 54 min 16 s       |
| 24e | Roberto Petito       | Italie   | Saeco-Estro                     | + 1 h 02 min 58 s   |
| 25e | Paolo Bettini        | Italie   | MG Boys Maglificio-Technogym    | + 1 h 04 min 55 s   |

### Classements annexes finals
| Classement par points | Classement par points | Classement par points | Classement par points        | Classement par points |
| Coureur               | Coureur               | Pays                  | Équipe                       | Points                |
| --------------------- | --------------------- | --------------------- | ---------------------------- | --------------------- |
| 1er                   | Mario Cipollini       | Italie                | Saeco-Estro                  | 202 pts               |
| 2e                    | Dimitri Konyshev      | Russie                | Roslotto-ZG Mobili           | 146 pts               |
| 3e                    | Glenn Magnusson       | Suède                 | Amore & Vita-Forzacore       | 145 pts               |
| 4e                    | Pavel Tonkov          | Russie                | Mapei-GB                     | 121 pts               |
| 5e                    | Ivan Gotti            | Italie                | Saeco-Estro                  | 102 pts               |
| 6e                    | Mariano Piccoli       | Italie                | Brescialat-Oyster            | 93 pts                |
| 7e                    | Marcel Wüst           | Allemagne             | Festina-Lotus                | 92 pts                |
| 8e                    | José Jaime González   | Colombie              | Kelme-Costa Blanca-Eurosport | 81 pts                |
| 9e                    | Gabriele Missaglia    | Italie                | Mapei-GB                     | 81 pts                |
| 10e                   | Evgueni Berzin        | Russie                | Batik-Del Monte              | 74 pts                |

| Classement par points | Classement par points | Classement par points | Classement par points        | Classement par points |
| Coureur               | Coureur               | Pays                  | Équipe                       | Points                |
| --------------------- | --------------------- | --------------------- | ---------------------------- | --------------------- |
| 1er                   | Mario Cipollini       | Italie                | Saeco-Estro                  | 202 pts               |
| 2e                    | Dimitri Konyshev      | Russie                | Roslotto-ZG Mobili           | 146 pts               |
| 3e                    | Glenn Magnusson       | Suède                 | Amore & Vita-Forzacore       | 145 pts               |
| 4e                    | Pavel Tonkov          | Russie                | Mapei-GB                     | 121 pts               |
| 5e                    | Ivan Gotti            | Italie                | Saeco-Estro                  | 102 pts               |
| 6e                    | Mariano Piccoli       | Italie                | Brescialat-Oyster            | 93 pts                |
| 7e                    | Marcel Wüst           | Allemagne             | Festina-Lotus                | 92 pts                |
| 8e                    | José Jaime González   | Colombie              | Kelme-Costa Blanca-Eurosport | 81 pts                |
| 9e                    | Gabriele Missaglia    | Italie                | Mapei-GB                     | 81 pts                |
| 10e                   | Evgueni Berzin        | Russie                | Batik-Del Monte              | 74 pts                |

| Classement de la montagne | Classement de la montagne | Classement de la montagne | Classement de la montagne       | Classement de la montagne |
| Coureur                   | Coureur                   | Pays                      | Équipe                          | Points                    |
| ------------------------- | ------------------------- | ------------------------- | ------------------------------- | ------------------------- |
| 1er                       | José Jaime González       | Colombie                  | Kelme-Costa Blanca-Eurosport    | 99 pts                    |
| 2e                        | Mariano Piccoli           | Italie                    | Brescialat-Oyster               | 35 pts                    |
| 3e                        | Roberto Conti             | Italie                    | Mercatone Uno                   | 28 pts                    |
| 4e                        | Pavel Tonkov              | Russie                    | Mapei-GB                        | 24 pts                    |
| 5e                        | Ivan Gotti                | Italie                    | Saeco-Estro                     | 23 pts                    |
| 6e                        | Dimitri Konyshev          | Russie                    | Roslotto-ZG Mobili              | 16 pts                    |
| 7e                        | José Luis Rubiera         | Espagne                   | Kelme-Costa Blanca-Eurosport    | 16 pts                    |
| 8e                        | Andrea Noè                | Italie                    | Asics-CGA                       | 15 pts                    |
| 9e                        | Martin Hvastija           | Slovénie                  | Cantina Tollo-Carrier-Starplast | 15 pts                    |
| 10e                       | Paolo Savoldelli          | Italie                    | Roslotto-ZG Mobili              | 14 pts                    |

| Classement de la montagne | Classement de la montagne | Classement de la montagne | Classement de la montagne       | Classement de la montagne |
| Coureur                   | Coureur                   | Pays                      | Équipe                          | Points                    |
| ------------------------- | ------------------------- | ------------------------- | ------------------------------- | ------------------------- |
| 1er                       | José Jaime González       | Colombie                  | Kelme-Costa Blanca-Eurosport    | 99 pts                    |
| 2e                        | Mariano Piccoli           | Italie                    | Brescialat-Oyster               | 35 pts                    |
| 3e                        | Roberto Conti             | Italie                    | Mercatone Uno                   | 28 pts                    |
| 4e                        | Pavel Tonkov              | Russie                    | Mapei-GB                        | 24 pts                    |
| 5e                        | Ivan Gotti                | Italie                    | Saeco-Estro                     | 23 pts                    |
| 6e                        | Dimitri Konyshev          | Russie                    | Roslotto-ZG Mobili              | 16 pts                    |
| 7e                        | José Luis Rubiera         | Espagne                   | Kelme-Costa Blanca-Eurosport    | 16 pts                    |
| 8e                        | Andrea Noè                | Italie                    | Asics-CGA                       | 15 pts                    |
| 9e                        | Martin Hvastija           | Slovénie                  | Cantina Tollo-Carrier-Starplast | 15 pts                    |
| 10e                       | Paolo Savoldelli          | Italie                    | Roslotto-ZG Mobili              | 14 pts                    |

| Classement par équipes | Classement par équipes       | Classement par équipes | Classement par équipes |
| Équipe                 | Équipe                       | Pays                   | Temps                  |
| ---------------------- | ---------------------------- | ---------------------- | ---------------------- |
| 1re                    | Kelme-Costa Blanca-Eurosport | Espagne                | 309 h 26 min 09 s      |
| 2e                     | Mapei-GB                     | Italie                 | + 14 min 07 s          |
| 3e                     | Saeco-Estro                  | Saint-Marin            | + 33 min 18 s          |
| 4e                     | Mercatone Uno                | Italie                 | + 36 min 21 s          |
| 5e                     | Aki-Safi                     | Italie                 | + 40 min 12 s          |
| 6e                     | Polti                        | Italie                 | + 45 min 39 s          |
| 7e                     | Asics-CGA                    | Italie                 | + 1 h 01 min 25 s      |
| 8e                     | Roslotto-ZG Mobili           | Italie                 | + 1 h 09 min 24 s      |
| 9e                     | Brescialat-Oyster            | Italie                 | + 1 h 19 min 39 s      |
| 10e                    | Festina-Lotus                | France                 | + 1 h 57 min 47 s      |

| Classement par équipes | Classement par équipes       | Classement par équipes | Classement par équipes |
| Équipe                 | Équipe                       | Pays                   | Temps                  |
| ---------------------- | ---------------------------- | ---------------------- | ---------------------- |
| 1re                    | Kelme-Costa Blanca-Eurosport | Espagne                | 309 h 26 min 09 s      |
| 2e                     | Mapei-GB                     | Italie                 | + 14 min 07 s          |
| 3e                     | Saeco-Estro                  | Saint-Marin            | + 33 min 18 s          |
| 4e                     | Mercatone Uno                | Italie                 | + 36 min 21 s          |
| 5e                     | Aki-Safi                     | Italie                 | + 40 min 12 s          |
| 6e                     | Polti                        | Italie                 | + 45 min 39 s          |
| 7e                     | Asics-CGA                    | Italie                 | + 1 h 01 min 25 s      |
| 8e                     | Roslotto-ZG Mobili           | Italie                 | + 1 h 09 min 24 s      |
| 9e                     | Brescialat-Oyster            | Italie                 | + 1 h 19 min 39 s      |
| 10e                    | Festina-Lotus                | France                 | + 1 h 57 min 47 s      |

| Classement Intergiro | Classement Intergiro | Classement Intergiro | Classement Intergiro    | Classement Intergiro |
|                      | Coureur              | Pays                 | Équipe                  | Temps                |
| -------------------- | -------------------- | -------------------- | ----------------------- | -------------------- |
| 1er                  | Dimitri Konyshev     | Russie               | Roslotto–ZG Mobili      | en 52 h 48 min 18 s  |
| 2e                   | Mario Cipollini      | Italie               | Saeco-Estro             | + 3 min 1 s          |
| 3e                   | Glenn Magnusson      | Suède                | Amore & Vita–ForzArcore | + 3 min 15 s         |
| 4e                   | Serhiy Honchar       | Ukraine              | Aki-Safi                | + 3 min 22 s         |
| 5e                   | Evgeni Berzin        | Russie               | Batik-Del Monte         | + 3 min 41 s         |
| modifier             |                      |                      |                         |                      |

## Évolution des classements
Les cyclistes présents dans le tableau ci-dessous correspondent aux leaders des classements. Ils peuvent ne pas correspondre au porteur du maillot.
| Étape (Vainqueur)             | Classement général | Classement par point | Classement de la montagne | Classement par équipes |
| ----------------------------- | ------------------ | -------------------- | ------------------------- | ---------------------- |
| 1re étape Mario Cipollini     | Mario Cipollini    | Mario Cipollini      | "non attribué"            | Saeco                  |
| 2e étape Mario Cipollini      | Mario Cipollini    | Mario Cipollini      | "non attribué"            | Saeco                  |
| 3e étape Pavel Tonkov         | Pavel Tonkov       | Mario Cipollini      | Pavel Tonkov              | Mapei                  |
| 4e étape Mario Cipollini      | Pavel Tonkov       | Mario Cipollini      | Pavel Tonkov              | Mapei                  |
| 5e étape Pavel Tonkov         | Pavel Tonkov       | Mario Cipollini      | Pavel Tonkov              | Saeco                  |
| 6e étape Roberto Sgambelluri  | Pavel Tonkov       | Mario Cipollini      | Pavel Tonkov              | Saeco                  |
| 7e étape Marcel Wüst          | Pavel Tonkov       | Mario Cipollini      | Pavel Tonkov              | Saeco                  |
| 8e étape Mario Manzoni        | Pavel Tonkov       | Mario Cipollini      | Mariano Piccoli           | Asics                  |
| 9e étape Dimitri Konyshev     | Pavel Tonkov       | Mario Cipollini      | Mariano Piccoli           | Asics                  |
| 10e étape Mario Cipollini     | Pavel Tonkov       | Mario Cipollini      | Mariano Piccoli           | Asics                  |
| 11e étape Gabriele Missaglia  | Pavel Tonkov       | Mario Cipollini      | Mariano Piccoli           | Asics                  |
| 12e étape Giuseppe Di Grande  | Pavel Tonkov       | Mario Cipollini      | Mariano Piccoli           | Asics                  |
| 13e étape Glenn Magnusson     | Pavel Tonkov       | Mario Cipollini      | Mariano Piccoli           | Asics                  |
| 14e étape Ivan Gotti          | Ivan Gotti         | Mario Cipollini      | José Jaime González       | Polti                  |
| 15e étape Alessandro Baronti  | Ivan Gotti         | Mario Cipollini      | José Jaime González       | Asics                  |
| 16e étape Fabiano Fontanelli  | Ivan Gotti         | Mario Cipollini      | José Jaime González       | Asics                  |
| 17e étape Mirko Gualdi        | Ivan Gotti         | Mario Cipollini      | José Jaime González       | Polti                  |
| 18e étape Serhiy Honchar      | Ivan Gotti         | Mario Cipollini      | José Jaime González       | Polti                  |
| 19e étape José Luis Rubiera   | Ivan Gotti         | Mario Cipollini      | José Jaime González       | Kelme                  |
| 20e étape José Jaime González | Ivan Gotti         | Mario Cipollini      | José Jaime González       | Kelme                  |
| 21e étape Pavel Tonkov        | Ivan Gotti         | Mario Cipollini      | José Jaime González       | Kelme                  |
| 22e étape Mario Cipollini     | Ivan Gotti         | Mario Cipollini      | José Jaime González       | Kelme                  |
| Final                         | Ivan Gotti         | Mario Cipollini      | José Jaime González       | Kelme                  |

## Liste des coureurs
| Mapei | Aki-Safi | Amore e Vita |
| - 01. Pavel Tonkov - 02. Gianni Bugno - 03. Giuseppe Di Grande - 04. Davide Bramati - 05. Gianni Faresin - 06. Paolo Lanfranchi - 07. Gabriele Missaglia - 08. Gianluca Pianegonda - 09. Ján Svorada - 10. Zbigniew Spruch              | - 11. Stefano Faustini - 12. Michelangelo Cauz - 13. Leonardo Calzavara - 14. Oscar Della Costa - 15. Endrio Leoni - 16. Gianluca Gorini - 17. Emiliano Murtas - 18. Serhiy Honchar - 19. Nicola Miceli - 20. Denis Zanette                         | - 21. Riccardo Forconi - 22. Glenn Magnusson - 23. Nicolai Bo Larsen - 24. Filippo Meloni - 25. Gianpaolo Mondini - 26. Marco Vergnani - 27. Sandro Giacomelli - 28. Dario Andriotto - 29. Michelle Laddomada - 30. Andrea Patuelli          |
| Asics | Batik-Del Monte | Brescialat |
| - 31. Claudio Chiappucci - 32. Enrico Zaina - 33. Mario Chiesa - 34. Diego Ferrari - 35. Filippo Simeoni - 36. Maurizio Molinari - 37. Federico Colonna - 38. Alexandr Shefer - 39. Fabio Roscioli - 40. Andrea Noè                     | - 41. Evgueni Berzin - 42. Ermanno Brignoli - 43. Andrea Brognara - 44. Bruno Cenghialta - 45. Gabriele Colombo - 46. Francesco Frattini - 47. Armin Meier - 48. Nicola Minali - 49. Alessandro Spezialetti - 50. Alberto Volpi                     | - 51. Wladimir Belli - 52. Fabrizio Bontempi - 53. Daniele Contrini - 54. Marco Della Vedova - 55. Cristiano Frattini - 56. Marco Milesi - 57. Mariano Piccoli - 58. Omar Pumar - 59. Roberto Sgambelluri - 60. Marco Velo                   |
| Cantina Tollo | Festina | Kelme |
| - 61. Paolo Valoti - 62. Alessandro Pozzi - 63. Germano Pierdomenico - 64. Uwe Peschel - 65. Martin Hvastija - 66. Massimiliano Gentili - 67. Andrea Dolci - 68. Lorenzo Di Silvestro - 69. Marco Antonio Di Renzo - 70. Andrea Paluani | - 71. Gianluca Bortolami - 72. Bruno Boscardin - 73. Félix García Casas - 74. Patrice Halgand - 75. Jaime Hernandez - 76. Fabian Jeker - 77. Thierry Laurent - 78. Lylian Lebreton - 79. Marcel Wüst - 80. Valerio Tebaldi                          | - 81. Juan Carlos Domínguez - 82. Arsenio Gonzalez - 83. Ángel Edo - 84. Marcos Serrano - 85. Hernán Buenahora - 86. José Jaime González - 87. José Luis Rubiera - 88. Francisco Cabello - 89. José Javier Gómez - 90. José Angel Vidal      |
| Kross Montanari | Mercatone Uno | Maglificio MG |
| - 91. Vladimir Poulnikov - 92. Cello Roncancio - 93. Marco Gili - 94. Alvaro Lozano - 95. Bassil Davidenko - 96. Simone Biasci - 97. Alessandro Calzorali - 98. Angelo Citracca - 99. Roberto Moretti - 100. Stefano Giraldi            | - 101. Marco Pantani - 102. Massimo Podenzana - 103. Oscar Pelliccioli - 104. Stefano Garzelli - 105. Mario Traversoni - 106. Dario Bottaro - 107. Simone Borgheresi - 108. Roberto Conti - 109. Sergio Barbero - 110. Marcello Siboni              | - 111. Fabio Baldato - 112. Alessandro Bertolini - 113. Paolo Bettini - 114. Michele Coppolillo - 115. Fabiano Fontanelli - 116. Angelo Lecchi - 117. Roberto Pistore - 118. Mauro Santaromita - 119. Dario Nicoletti - 120. Gilberto Simoni |
| Ceramiche Refin – Mobilvetta | Roslotto | Ros Mary |
| - 121. Leonardo Piepoli - 122. Felice Puttini - 123. Luca Mazzanti - 124. Elio Aggiano - 125. Gabriele Balducci - 126. Sergei Uslamin - 127. Tobias Steinhauser - 128. Jürgen Werner - 129. Marco Lietti - 130. Mauro Bettin            | - 131. Andrea Ferrigato - 132. Marco Fincato - 133. Piotr Ugrumov - 134. Dimitri Konyshev - 135. Viatcheslav Djavanian - 136. Massimo Strazzer - 137. Paolo Savoldelli - 138. Pavel Padrnos - 139. Mario Manzoni - 140. Alexei Sivakov              | - 141. Vladislav Bobrik - 142. Roberto Caruso - 143. Daniele De Paoli - 144. Fausto Dotti - 145. Alessio Galletti - 146. Stefano Finesso - 147. Michelle Poser - 148. David Tani - 149. Maurizio Tomi - 150. Paolo Voltolini                 |
| Saeco | Scrigno | Polti |
| - 151. Ivan Gotti - 152. Mario Cipollini - 153. Giuseppe Calcaterra - 154. Massimo Donati - 155. Gian Matteo Fagnini - 156. Paolo Fornaciari - 157. Dario Frigo - 158. Massimiliano Lelli - 159. Roberto Petito - 160. Mario Scirea     | - 161. Filippo Casagrande - 162. Stefano Casagranda - 163. Francesco Secchiari - 164. Alassio Barbagli - 165. Massimo Apollonio - 166. Andrea Vatteroni - 167. Cristian Gasperoni - 168. Mirko Rossato - 169. Sauro Gallorini - 170. Paolo Alberati | - 171. Luc Leblanc - 172. Axel Merckx - 173. Rossano Brasi - 174. Enrico Cassani - 175. Mirko Celestino - 176. Mirko Crepaldi - 177. Mirko Gualdi - 178. Giuseppe Guerini - 179. Sergueï Outschakov - 180. Fabio Sacchi                      |